# Lunar Gateway
Lunar Gateway (укр. Місячна брама) — запланований проєкт NASA щодо побудови пілотованої космічної станції на орбіті Місяця. Про нього було вперше оголошено 28 березня 2017 року. Ракетами, що здійснюватимуть запуск, можуть стати Falcon Heavy, Вулкан-Centaur і New Glenn.

## Опис

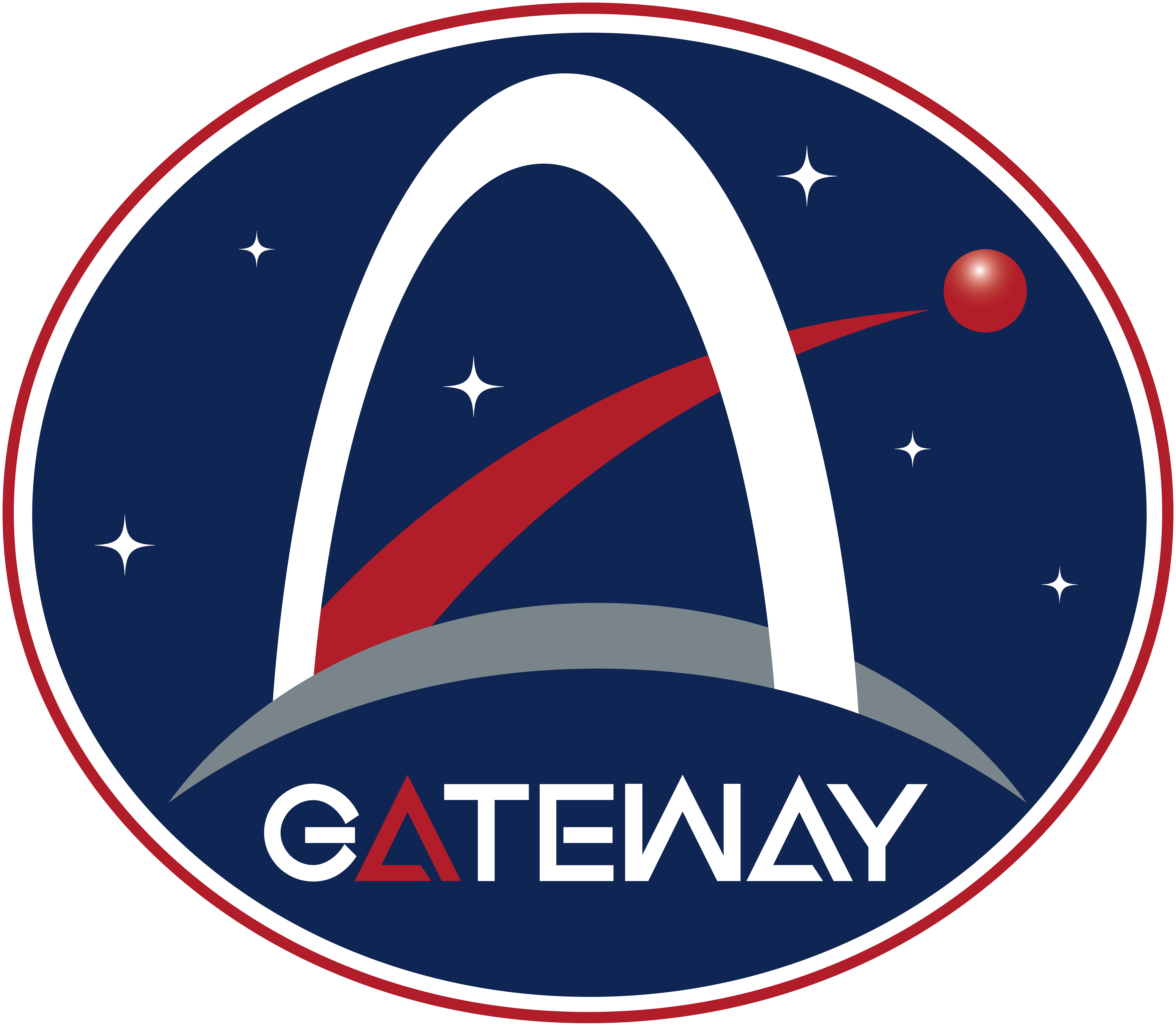
Логотип станції

Станція обертатиметься навколо Місяця на орбіті Near-rectilinear halo orbit. Вона буде меншою за Міжнародну космічну станцію та складатиметься із наступних модулів:
- живлення (Power and Propulsion Element PPE);
- житлового модуля (Habitation and Logistics Outpost HALO);
- міжнародний житловий модуль (International Habitation Module I-HAB)
- службового (European System Providing Refueling, Infrastructure and Telecommunications ESPRIT) — тут зберігатиметься паливо, обладнання для зв'язку та міститься шлюз для роботи наукових інструментів;
- кількох стикувальних модулів і перехідних шлюзів.

Силова установка станції буде використовувати переважно електричну тягу для утримання станції на певній висоті та здійснення маневрів.
Перший етап місії — Artemis 1 (EM-1) — спочатку було заплановано запустити наприкінці 2019 — на початку 2020, згодом перенесено на листопад 2021. Перед тим вчені випробовуватимуть ракету-носій «SLS» у конфігурації «Block 1». Згодом ця ракета у конфігурації «Block 1B» можливо виведе на орбіту міжпланетну станцію Europa Clipper, мета якої — вивчення Європи, супутника Юпітера.
На другому етапі протягом 2026—2032 рр. за допомогою SLS під час місій Artemis 2 — EM-8 планується доставити на орбіту Місяця необхідні компоненти Deep Space Gateway, що буде здійснено за допомогою корабля Оріон.
Нова станція розглядається як можливість перевірки життєво важливих систем перед мандрівкою космонавтів до Марса. Згодом станцією будуть користуватися як проміжним пунктом для вивчення поверхні Місяця та під час більш далеких польотів — вивчення об'єктів Сонячної системи.
Згідно повідомлення NASA, на космічній станції Lunar Gateway буде використовуватися система штучного інтелекту.
NASA також заявило, що станцію зможуть використовувати не тільки державні космічні місії, але й приватні, наприклад SpaceX та Blue Origin.